# تپه گوی دره
تپه گوی دره مربوط به هزاره دوم قبل از میلاد است و در شهرستان هریس، بخش خواجه، دهستان متواضع خان شمالی، ۱/۵ کیلومتری شمال شرقی روستای هیق واقع شده و این اثر در تاریخ ۲۸ اسفند ۱۳۸۵ با شمارهٔ ثبت ۱۸۹۱۳ به‌عنوان یکی از آثار ملی ایران به ثبت رسیده است.